# MoNoGon
MoNoGon (ものごん) は、カタッチ (QuaTouch)が開発したSTL修正ソフトウェアである。無料の体験版もあるが、修正後のデータの保存に非対応。1日ライセンスも存在する。

## 歴史
3D-GAN (3Dデータを活用する会) の会員企業であったカタッチが、同会の支援の元で開発を行い、2010年10月1日に発売を開始した。

## 採用例
- S.H.Figuarts 星宮いちご（冬制服ver.）[7]